# Distrito de Molino
El Distrito de Molino es uno de los cuatro que conforman la Provincia de Pachitea, en el Departamento de Huánuco, bajo la administración del Gobierno Regional de Huánuco, Perú. 
Desde el punto de vista jerárquico de la Iglesia católica forma parte de la Diócesis de Huánuco, sufragánea de la Arquidiócesis de Huancayo.

## Historia
El distrito fue creado mediante Ley N.º 2889 del 29 de noviembre de 1918, en el gobierno del Presidente José Pardo y Barreda.

## Geografía
Tiene una superficie de 2 630 km². Su capital es el poblado de Molino, una ciudad pintoresca que está 2 400 m s. n. m.
- Lagos:

Laguna Atuj Marcapozo,
Laguna Grande Kaplanos,
Laguna Allguhuatusha Pozo,
Laguna Cuchimachay,
Laguna Diablopozo,
Laguna Huairajpozo,
Laguna Huascapozo,
Laguna Huingomayo,
Laguna Illapozo,
Laguna Intipozo,
Laguna Jinguaypozo,
Laguna Llanchancopozo,
Laguna Minasnio,
Laguna Mitrapozo,
Laguna Paccha,
Laguna Pozo Arteza,
Laguna Putagha,
Laguna Putapozo,
Laguna Quiullacocha,
Laguna Siete Colores,
Laguna Sigunuelo 1,
Laguna Tapu Pozo,
Laguna Tipipozo 1,
Laguna Tipipozo 2,
Laguna Verdecocha,
Laguna Yana Pozo 2,
Laguna Yanapozo 1,
Laguna Yanapozo 3,
Laguna Poco Kaplanos.
- Ríos:

RÍO PUCAJAGA, RÍO CHINCHAYCOCHA, RÍO LEONMACHAY, RÍO CHINCHAYCOCHA, RÍO LOMAS GORDAS, RÍO CUCHIMACHAY.

## Sociedad

### Población
12 426 habitantes (? hombres, ? mujeres)

## Autoridades

### Municipales
- 2019 - 2022[3]
  - Alcalde: Jean Kevin Sumaran Lino, de Acción Popular.
  - Regidores:

  1. Raúl Gonzáles Simón (Acción Popular)
  2. Yisela Jorge Sandoval (Acción Popular)
  3. Apolinario Atanacio Puri (Acción Popular)
  4. Melchor Jara Trinidad (Acción Popular)
  5. Eugenio Ventura Sacramento (Restauración Nacional)

Alcaldes anteriores
- 2015 - 2018:[4] Nilson Roger Venancio Jorge, Movimiento Político Frente Amplio Regional - Paisanocuna.

### Policiales
- Comisario: PNP.

## Festividades
- Fiesta de San Juan.